# Dekan-Moll-Straße 14

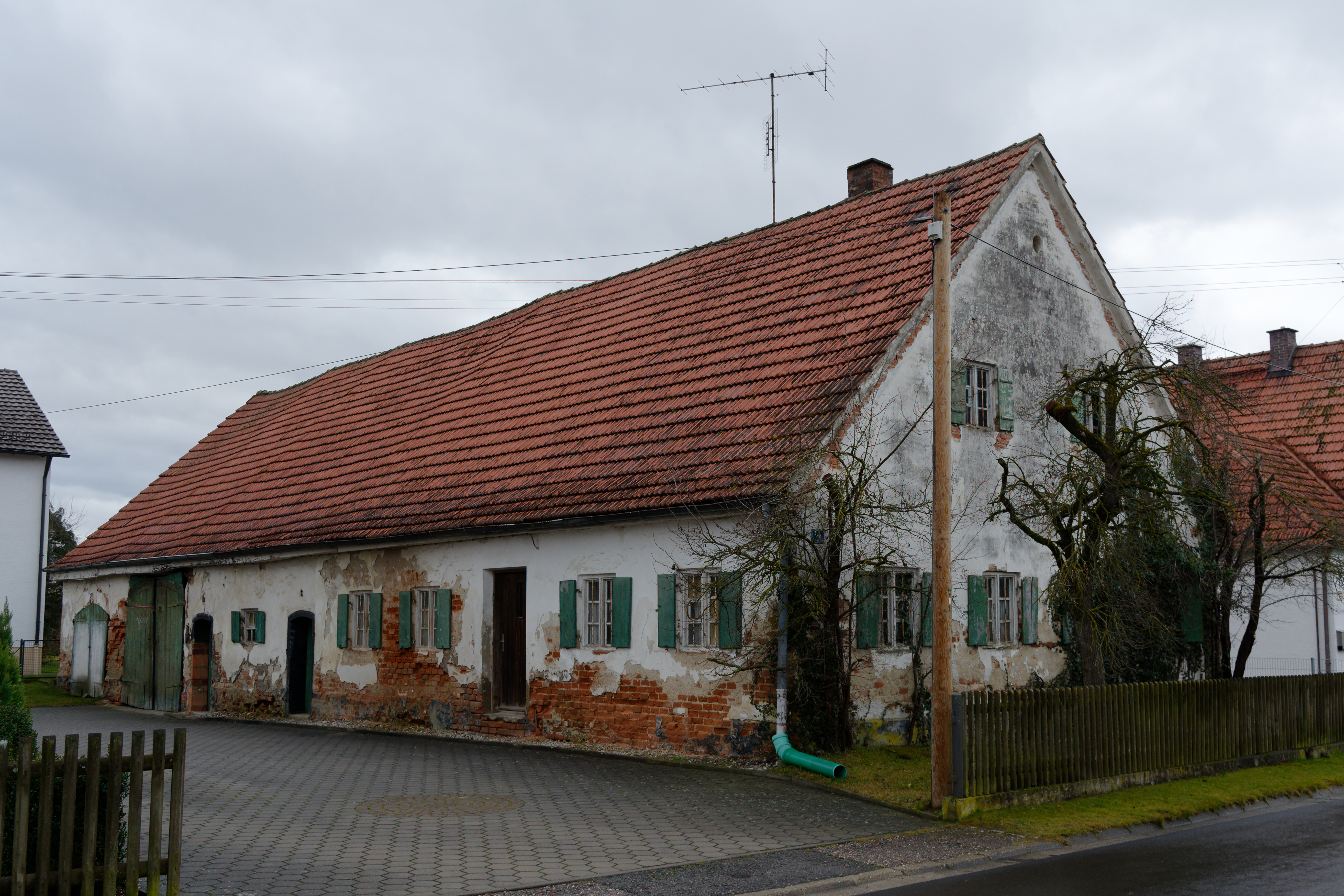
Bauernhaus Dekan-Moll-Straße 14 in Unterbernbach (2019)

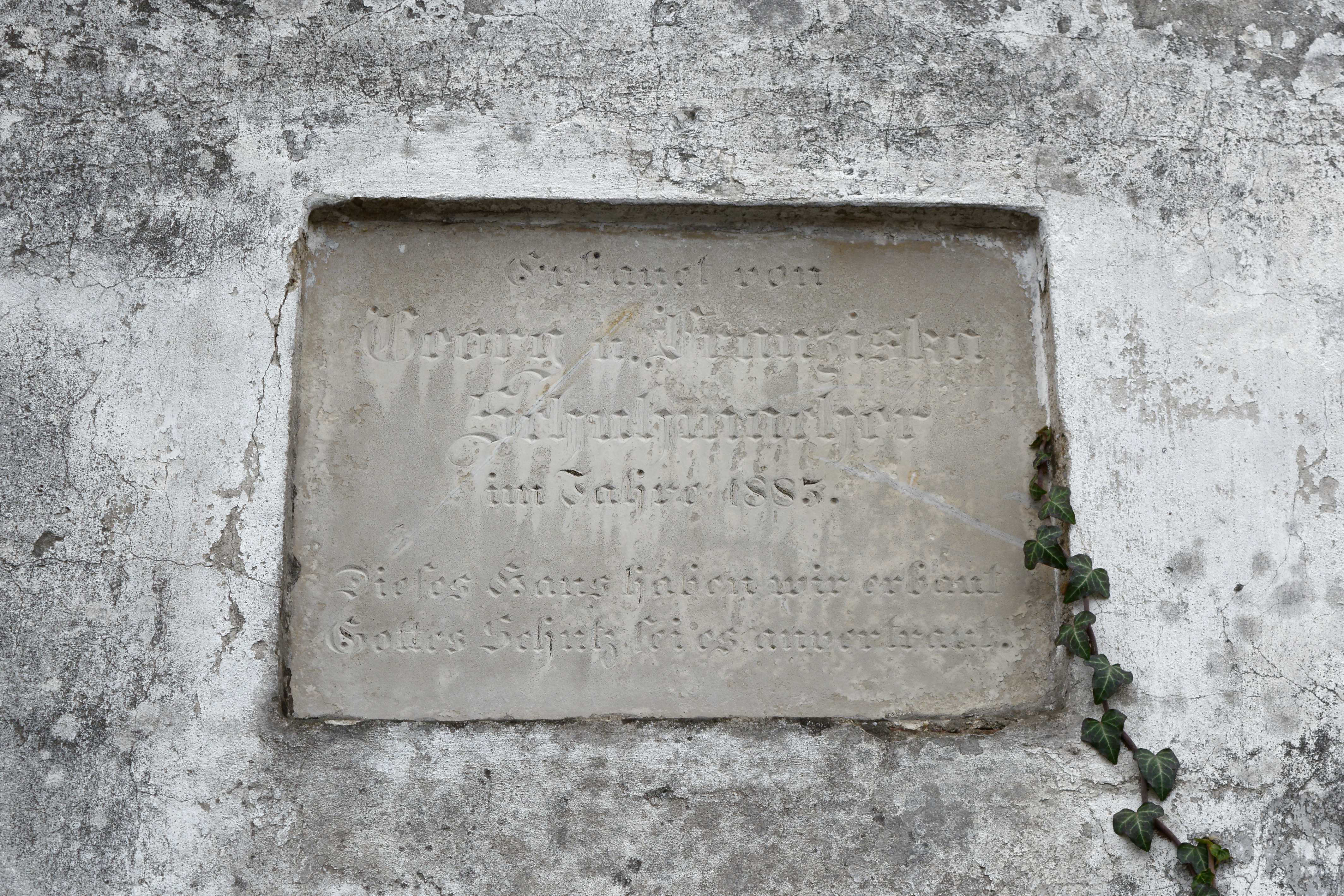
Inschriftentafel der Erbauer

Das Gebäude Dekan-Moll-Straße 14 in Unterbernbach, einem Gemeindeteil von Kühbach im schwäbischen Landkreis Aichach-Friedberg in Bayern, wurde 1885 errichtet. Das Bauernhaus ist ein geschütztes Baudenkmal.
Das erdgeschossige Wohnstallhaus mit Satteldach ist ein verputzter Backsteinbau. 
Das Bauernhaus war vom 12. April bis zum 17. Mai 1945 Zufluchtsort des jüdischen Literaturwissenschaftlers Victor Klemperer (1881–1960) und seiner Frau Eva.